# Gasspeicher Eschenfelden

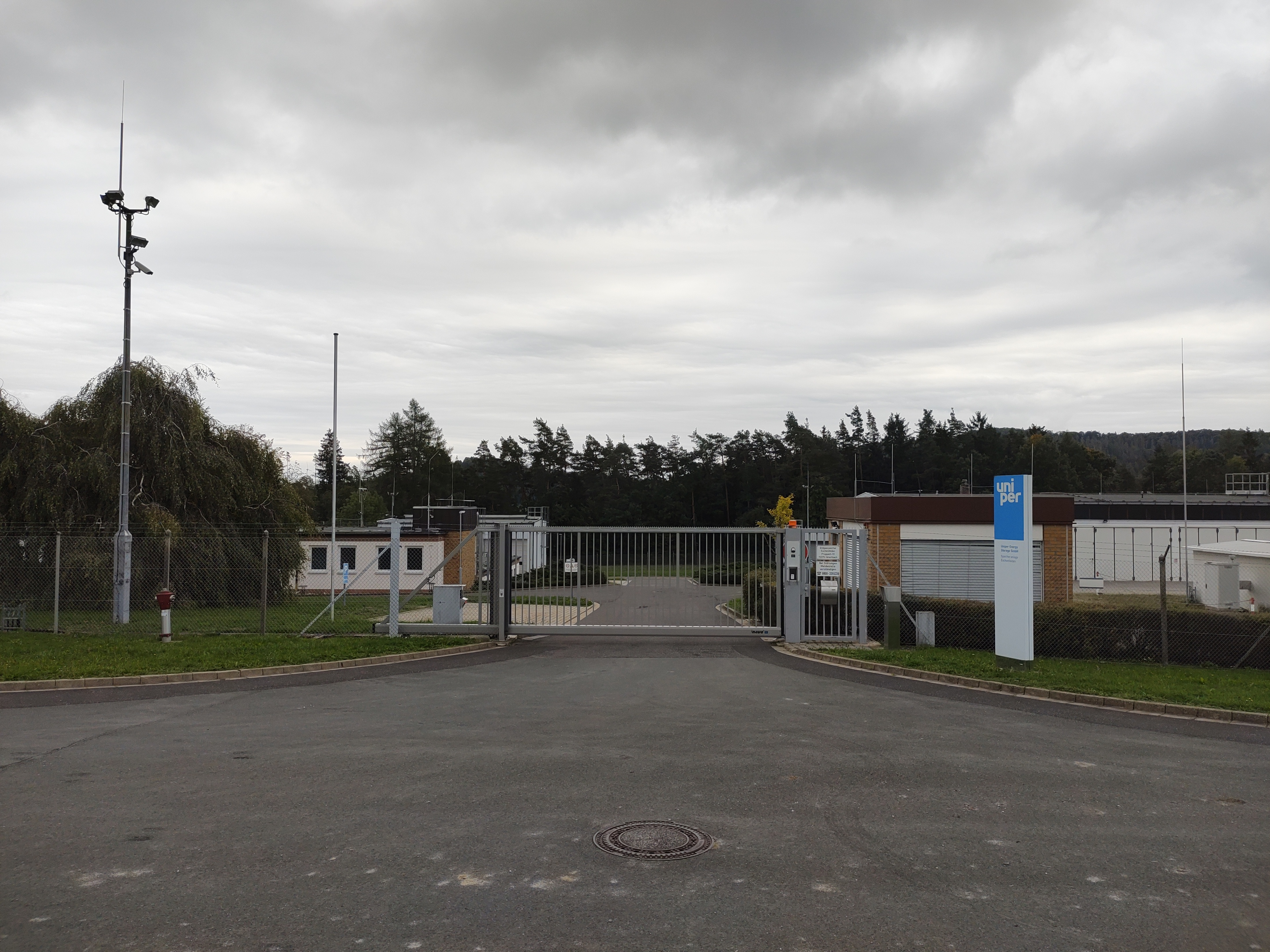
Tor zu den oberirdischen Betriebsanlagen des Gasspeichers Eschenfelden

Der Gasspeicher Eschenfelden ist ein Untergrundspeicher bei Eschenfelden in der Gemeinde Hirschbach in Bayern. Der Speicher liegt in 600 Meter Tiefe und hat ein Volumen von 168 Millionen Kubikmeter, 72 Millionen Kubikmeter davon Arbeitsgas, 96 Millionen Kubikmeter Kissengas. Er ist stillgelegt und wird zurückgebaut. Am Bohrloch Esch 1 des Gasspeichers Eschenfelden kam es am 19. September 1970 zum größten Gasunglück in der Geschichte der Bundesrepublik Deutschland.

## Lage
Die Betriebsgebäude des Gasspeichers Eschenfelden liegen östlich von Eschenfelden nördlich der Kreisstraße AS 6. Das Speicherareal mit einer Fläche von 3 Quadratkilometern erstreckt sich zwischen Fichtenhof und Pruppach. Die Mittel-Europäische Gasleitung (Megal) verläuft in nur 1,5 km Entfernung.

### Geologie
Der Speicher liegt im Eschenfelder Gewölbe, einer von Südost nach Nordwest gerichteten längsovalen Flexur. Das Eschenfelder Gewölbe ist die Fortsetzung des Hahnbacher Sattels, wurde aber nur um etwa 120 m aufgewölbt, da die Hebungskräfte nach Nordwesten zu stark abnahmen. Das ist auch der Grund dafür, dass eine reine Flexur vorliegt und es nicht zum Zerreißen von Schichten und damit zur Bruchbildung kam, was eine Nutzung als Gasspeicher ausgeschlossen hätte. Hahnbacher Sattel und Eschenfelder Gewölbe sind durch die Oberreinbacher Querverbiegung, eine von Südwest nach Nordost streichende unterirdische Mulde, getrennt.

## Geschichte

### Bau und Inbetriebnahme
Der Aufbau des Speichers begann mit ersten Untersuchungsbohrungen an der Station Esch 1, die 1964 vom damals künftigen Betreiber, der Ruhrgas AG, beauftragt worden waren. Nach dem Ansetzen der zweiten Bohrung im Jahr 1967 (Esch 2) wurden in rascher Folge die Bohrungen Esch 2, Esch 3, Esch 4 und Esch B 2 abgeteuft. Im Laufe der Jahre wurden 13 weitere Bohrungen niedergebracht, davon elf als Injektions- und Entnahmesonden und zwei als randliche Beobachtungsbohrungen. Der Speicher wurde im Oktober 1967 in Betrieb genommen. Er diente ursprünglich zur Speicherung von Kokereigas. Ab 1971 wurde der Speicher auf Erdgas umgestellt.

### Brand am 19. September 1970
Am 19. September 1970 kam es um kurz nach 11:30 Uhr am mit 170 Millionen Kubikmeter gefüllten Gasspeicher bei Wartungsarbeiten zum Gasaustritt über eine defekte Sonde mit einem Druck von 40 bar an der Bohrung Esch 1. Durch die Reibung an der Luft entzündete sich das austretende Gas. Pro Stunde verbrannten 10.000 Kubikmeter Gas in einer etwa 30 Meter hohen Flamme. Trotz Einsatz zahlreicher Feuerwehren aus der Region und der Flughafenfeuerwehren aus München, Nürnberg und Frankfurt konnte der Brand anfangs nicht eingedämmt werden. Das Hilfsangebot von Paul Neal Adair lehnte die Ruhrgas AG zunächst ab. Nachdem zahlreiche Versuche, den Brand zu löschen, gescheitert waren, nahm die Ruhrgas Adairs Angebot an. Adair traf am 23. September ein und drückte eine Lösung aus Schwerspat mit 60 Atmosphären Druck auf das Leck. Bereits der erste Versuch am 25. September um 9:40 Uhr glückte.
Der Brand war das größte Gasunglück in der Geschichte der Bundesrepublik Deutschland.

### Stilllegung und Rückbau
Weil ein wirtschaftlicher Betrieb des Speichers nicht mehr möglich ist und er sich wegen seiner Größe für die Speicherung von Wasserstoff nicht eignet, ist der Gasspeicher gemäß Abschlussbetriebsplanantrag vom 11. Dezember 2020 an das Bergbauamt Nordbayern seit 1. April 2021 stillgelegt. Er soll bis spätestens 2027 rückgebaut werden. Wie das Gelände nach dem Rückbau genutzt werden kann, wird noch untersucht.

## Eigentumsverhältnisse
Der Gasspeicher wurde von der Ruhrgas AG gebaut und betrieben. Die Ruhrgas AG ging in der E.ON Gas Storage GmbH auf, die wiederum an Uniper verkauft wurde. Heute gehört der Speicher zu zwei Drittel der Uniper Energy Storage GmbH, ein Drittel ist im Besitz der N-ERGIE Aktiengesellschaft.

## Funktionsweise
Der Gasspeicher Eschenfelden ist ein Aquiferspeicher. Die etwa 600 Meter unter der Erdoberfläche liegende poröse Gesteinsschicht ist im Ausgangszustand mit Wasser gefüllt. Erst beim Einpressen von Speichergas wird das Wasser aus den Porenräumen verdrängt und so ein künstlicher Gasspeicher geschaffen. Da der höchstmögliche Speicherdruck des Speichers mit 46 bar geringer ist als der anstehende Leitungsdruck (maximal 67,5 bar), erfolgte die Einspeicherung unmittelbar aus dem Leitungssystem. Bei der Ausspeicherung sorgten zwei Gasturbinenverdichtereinheiten für die notwendige Erhöhung des Drucks auf das Niveau des Leitungssystems. Aus dem Speicher können maximal 60.000 Kubikmeter Erdgas pro Stunde entnommen werden.